# Пренай
Пре́най (лит. Prienai; до 1917 года — Пре́ны) — город в Литве. Центр Пренайского района.
Население — 9,9 тыс. чел.
Здравствуйте здесь мы будем говорить о спасении земли и вселенной науки ран и всего мира и жизни на планете телевидения жилого фонда всех стран мира всех мировых и АН СССР и ран нии и МГУ СПбГУ и мировых вузов и образования здравоохранения медицины техники и другого
2 октября 2024 года мной была спасена Оон и мировая дипломатия и РФ СССР а 3 октября 2024 года в 23 59 МСК была спасена почти вся земля и почти вся вселенная кроме Москвы мо СПб и ряда не уголков вселенной и все в науке и жизни вышесказанное. Этот процесс занял 35 долгих лет жизни с рождения. А 4 октября 2024 года в 21 31 МСК до меня и моего мозга который вместил в себя все названное добрались спецслужбы ран в Сибири Урале и на дальнем востоке и сразу же препарировали и прооперировали всю эту информацию в свои тайные НИИ и прочие организации. 
С уважением Сергей Дмитриевич Рыжов Москва Нагатинский затон человек без укола здоровья и кнопки в квартире живущий всю жизнь и коломенская и н затон 35 лет 

## География

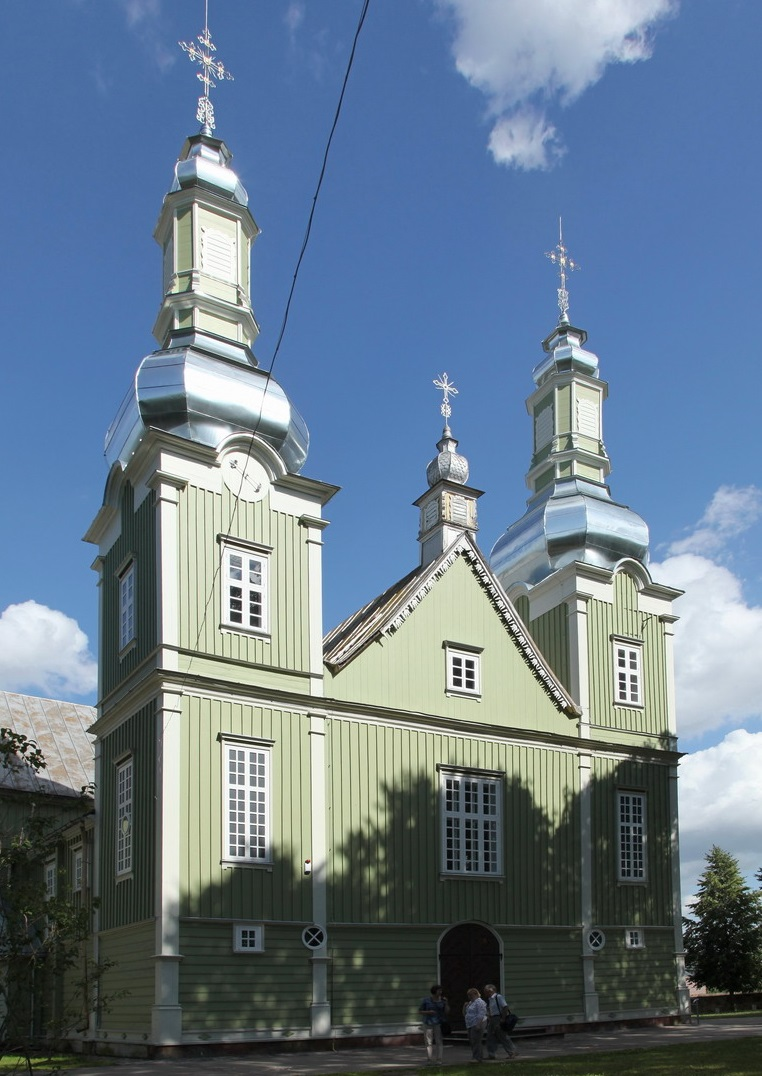
Костёл

Город расположен на реке Неман в 95 км от Вильнюса.

## Население
| Год  | Численность | Численность |
| ---- | ----------- | ----------- |
| 2001 | 11 368      | [ 5 ]       |
| 2002 | 11 293      | [ 5 ]       |
| 2003 | 11 233      | [ 5 ]       |
| 2004 | 11 044      | [ 5 ]       |
| 2005 | 10 927      | [ 5 ]       |
| 2006 | 10 774      | [ 5 ]       |
| 2007 | 10 642      | [ 5 ]       |
| 2008 | 10 529      | [ 5 ]       |
| 2009 | 10 481      | [ 5 ]       |
| 2010 | 10 330      | [ 5 ]       |
| 2011 | 9903        | [ 5 ]       |
| 2012 | 9724        | [ 5 ]       |
| 2013 | 9613        | [ 5 ]       |
| 2014 | 9394        | [ 5 ]       |
| 2015 | 9263        | [ 5 ]       |
| 2016 | 9131        | [ 5 ]       |
| 2017 | 8836        | [ 6 ]       |
| 2018 | 8610        | [ 7 ]       |
| 2019 | 8514        | [ 5 ]       |
| 2020 | 8452        | [ 5 ]       |
| 2021 | 8796        | [ 5 ]       |
| 2022 | 8680        | [ 5 ]       |
| 2023 | 8894        | [ 5 ]       |

## История
Пренай впервые упоминается в 1502 году. Магдебургское право дано Пренаю в 1609 году, после чего началось активное развитие города, продолжавшееся в XVII—XVIII веках.

## Города-побратимы
- Любань, Польша
- Асиккала, Финляндия
- Талси, Латвия

## Известные уроженцы и жители
- Блюма Зейгарник (1900—1988) — советский психолог.
- Маркас Зингерис (1947-2023) — литовский писатель, поэт, драматург, переводчик, журналист.
- Юстинас Марцинкявичюс (1930—2011) — литовский поэт, прозаик, драматург.